# 近藤尚之
近藤 尚之（こんどう ひろゆき、1902年（明治35年）12月18日 - 1970年（昭和45年））は、日本の政治家。初代鳴門市長。

## 経歴
旧板野郡撫養町出身。1920年（大正9年）、徳島県立撫養中学校（現在の徳島県立鳴門高等学校）卒業。1927年（昭和2年）、製塩業に従事し1939年（昭和14年）に徳島県塩業組合幹事に就任。
1942年（昭和17年）、旧撫養町議会議員に当選。1947年（昭和22年）に鳴門市が誕生し初代市長に就任する。1951年（昭和26年）に退任し、その後は徳島県人事委員会委員となる。1955年（昭和30年）に再び鳴門市長に就任し1959年（昭和34年）まで務めた。